# 山沢京平
山沢 京平（やまさわ きょうへい、1998年8月17日 - ）は、ジャパンラグビーリーグワン埼玉パナソニックワイルドナイツに所属するラグビー選手。

## プロフィール
- 兄の拓也もラグビー選手[1] でチームメイト。
- U20日本代表に選ばれたことがある[2]。

## 略歴
2017年、深谷高校卒業後、明治大学に入学。なお深谷高校時代、高校日本代表に選ばれたことがある。
2020年、明治大学ラグビー部の副将に就任。
2021年、明治大学卒業後、パナソニック ワイルドナイツ(現・埼玉パナソニックワイルドナイツ)に加入。
2022年3月19日に行われたJAPAN RUGBY LEAGUE ONE第10節ブラックラムズ東京戦にて先発出場で公式戦初出場を果たした。
2023年6月からニュージーランド・グレンマークに留学。
2024-25シーズンでは、先発スタンドオフでキッカーを担当。「5T、50G、28PG」で209得点を挙げ、リーグワンDIVISION1の得点王となる。日本人の得点王は、トップリーグ2016-2017シーズンの小野晃征（サントリー）以来、8年ぶり。

## 受賞歴
- リーグワン2024-25 DIVISION 1 得点王：209得点（5T、50G、28PG）、ベストキッカー[9][10]